# Liverpool Oratorio
Liverpool Oratorio es el primer álbum de música clásica del músico británico Paul McCartney, publicado por la compañía discográfica EMI Classics en octubre de 1991. El álbum, compuesto en colaboración con Carl Davis, fue la primera incursión oficial de McCartney en la música clásica y conmemoró el 150.º aniversario de la Real Orquesta Filarmónica de Liverpool.

## Historia
Dividida en ocho movimientos separados, la historia del oratorio relata la propia vida de McCartney a través del personaje principal, Shanty, que al igual que McCartney nació en Liverpool en 1942 y fue educado en la creencia de que «nacer en el sitio que naces acarrea ciertas responsabilidades». Tras sus días en la escuela, donde en ocasiones no iba a clase, Shanty comienza a trabajar y conoce a su futura mujer, Mary Dee. Siguiendo a la muerte de su padre, Shanty y Mary Dee se casan y se ven forzados a luchar por mantener el equilibrio de su matrimonio y sus respectivas carreras. Tras una pelea, Mary Dee revela que está embarazada y tras sobrevivir a un fatal accidente, da a luz a su primer hijo, cerrando el ciclo de la vida en Liverpool. 
El álbum fue grabado durante el estreno del oratorio en la Catedral de Liverpool, con la asistencia de McCartney y la presencia de las cantantes Kiri Te Kanawa, Jerry Hadley, Sally Burgess y Willard White representando los personajes del oratorio.
Tras su publicación, la reacción comercial de Liverpool Oratorio fue fuerte, con el álbum pasando varias semanas en lo alto de la lista de discos de música clásica más vendidos, e incluso entrando en el puesto 177 de la lista estadounidense Billboard 200. Sin embargo, la reacción crítica fue menos positiva, y el unánime veredicto en torno al trabajo lo describió como simple, demasiado largo y, dada sus aspiraciones, insustancial.

## Lista de canciones
Todas las canciones escritas y compuestas por Paul McCartney y Carl Davis. 
| Movement I: War |                                         |          |  |
| N.º             | Título                                  | Duración |  |
| 1.              | «Andante»                               | 2:02     |  |
| 2.              | «Non nobis solum»                       | 2:35     |  |
| 3.              | «The Air Raid Siren Slices Through»     | 2:09     |  |
| 4.              | «Oh Will It All End Here?»              | 1:36     |  |
| 5.              | «Mother And Father Holding Their Child» | 1:16     |  |

| Movement II: School |                                                   |          |  |
| N.º                 | Título                                            | Duración |  |
| 6.                  | «Here In School Today To Get A Perfect Education» | 2:10     |  |
| 7.                  | «Walk In Single File Out Of The Classroom»        | 1:02     |  |
| 8.                  | «Settle Down»                                     | 0:40     |  |
| 9.                  | «Kept In Confusion»                               | 2:35     |  |
| 10.                 | «I'll Always Be Here»                             | 1:35     |  |
| 11.                 | «Boys, This Is Your Teacher»                      | 1:23     |  |
| 12.                 | «Tres conejos»                                    | 1:50     |  |
| 13.                 | «Not For Ourselves»                               | 0:55     |  |

| Movement III: Crypt |                                                   |          |  |
| N.º                 | Título                                            | Duración |  |
| 14.                 | «And So It Was That I Had Grown»                  | 0:48     |  |
| 15.                 | «Dance»                                           | 1:44     |  |
| 16.                 | «I Used To Come Here When This Place Was A Crypt» | 1:58     |  |
| 17.                 | «Here Now»                                        | 0:46     |  |
| 18.                 | «I'll Always Be Here»                             | 2:24     |  |
| 19.                 | «Now's The Time To Tell Him»                      | 2:21     |  |

| Movement IV: Father |                            |          |  |
| N.º                 | Título                     | Duración |  |
| 20.                 | «Andante Lamentoso»        | 2:59     |  |
| 21.                 | «O Father, You Have Given» | 1:05     |  |
| 22.                 | «Ah»                       | 1:13     |  |
| 23.                 | «Hey, Wait A Minute»       | 1:44     |  |
| 24.                 | «Father, Father, Father»   | 4:12     |  |

| Movement V: Wedding |                                  |          |  |
| N.º                 | Título                           | Duración |  |
| 1.                  | «Andante Amoroso»                | 5:42     |  |
| 2.                  | «Father, Hear Our Humble Voices» | 1:13     |  |
| 3.                  | «Hosanna, Hosanna»               | 1:40     |  |

| Movement VI: Work |                                          |          |  |
| N.º               | Título                                   | Duración |  |
| 4.                | «Allegro Energico»                       | 1:20     |  |
| 5.                | «Working Women At The Top»               | 2:52     |  |
| 6.                | «Violin Solo»                            | 5:05     |  |
| 7.                | «Did I Sign The Letter»                  | 1:34     |  |
| 8.                | «Tempo I»                                | 0:30     |  |
| 9.                | «When You Ask A Working Man»             | 1:34     |  |
| 10.               | «Let's Find Ourselves A Little Hostelry» | 2:04     |  |

| Movement VII: Crisses |                                  |          |  |
| N.º                   | Título                           | Duración |  |
| 11.                   | «Allegro Molto»                  | 0:54     |  |
| 12.                   | «The World You're Coming Into»   | 2:28     |  |
| 13.                   | «Tempo I»                        | 0:45     |  |
| 14.                   | «Where's My Dinner?»             | 2:40     |  |
| 15.                   | «Let's Not Argue»                | 0:31     |  |
| 16.                   | «I'm Not A Slave»                | 0:52     |  |
| 17.                   | «Right! That's It!»              | 0:49     |  |
| 18.                   | «Stop. Wait.»                    | 2:03     |  |
| 19.                   | «Do You Know Who You Are»        | 3:36     |  |
| 20.                   | «Ghosts Of The Past Left Behind» | 3:08     |  |
| 21.                   | «Do We Live In A World»          | 3:18     |  |

| Movement VIII: Peace |                                     |          |  |
| N.º                  | Título                              | Duración |  |
| 22.                  | «And So It Was That You Were Born»  | 1:22     |  |
| 23.                  | «God Is Good»                       | 1:26     |  |
| 24.                  | «What People Want Is A Family Life» | 2:17     |  |
| 25.                  | «Dad's In The Garden»               | 3:13     |  |
| 26.                  | «So On And On The Story Goes»       | 1:06     |  |

## Personal
- Real Orquesta Filarmónica de Liverpool: orquesta
- Coro de la Orquesta Filarmónica Real de Liverpool: coros
- Coristas de la Catedral de Liverpool: coros
- Carl Davis: conductor
- Ian Tracey: conductor
- Kiri Te Kanawa: soprano
- Jerry Hadley: tenor
- Sally Burgess: mezzo-soprano
- Willard White: bajo